# ルルツ島
ルルツ島（ルルツとう、Rurutu）は、フランス領ポリネシアに属する島。オーストラル諸島に属し、同諸島の主島であるトゥブアイ島の西隣に位置する。人口2,189人（2002年）、面積29km2。平らなトゥブアイ島とは違い、山がちな地形で鍾乳洞が多いのが特徴である。ルルツ島周辺はザトウクジラの周遊域であり、6月から11月にかけては回遊してきたクジラが多くみられる。このため、このクジラを目当てとしたホエールウォッチングが観光の目玉となっている。